# Unseen
Unseen är det svenska metalbandet The Haunteds sjunde studioalbum vilket släpptes 16 mars 2011. Albumet spelades in mellan 18 oktober och 6 november 2010 i Antfarm Studio i Århus, Danmark, med producenten Tue Madsen, som även producerade The Haunteds förra album Versus.
Andra spåret på albumet, "No Ghost", spelades första gången live i januari 2011 på P3 Guld-galan, vilken sändes i svensk nationell radio och TV, och en professionell video publicerades på Youtube. Ytterligare en låt från albumet, titellåten "Unseen" som skrevs tillsammans med Coldtears gitarrist David Johansson, spelades för första gången på radio i Bandit Metal måndag 14/2 2011.
En begränsad utgåva innehåller, förutom de 12 ordinarie spåren, tre extra spår, den nya "Attention" (3:52) samt liveinspelningar av "The Reflection" och "The Fallout". Albumet släpptes 16 mars i Sverige, och i övriga länder i världen på olika datum mellan 18 och 25 mars 2011.
Efter första veckan placerade sig albumet på femte plats på den svenska försäljningslistan, Sverigetopplistan.

## Låtlista
1. "Never Better" - 3:34
2. "No Ghost" - 3:34
3. "Catch 22" - 3:44
4. "Disappear" - 3:50
5. "Motionless" - 4:25
6. "Unseen" - 3:02
7. "The Skull" - 4:04
8. "Ocean Park" - 0:49
9. "The City" - 3:08
10. "Them" - 4:06
11. "All Ends Well" - 4:16
12. "Done" - 3:49
13. Attention - 3:52 (bonus på den begränsade utgåvan)
14. The Reflection (live) - 3:46 (bonus på den begränsade utgåvan)
15. The Fallout (live) - 4:06 (bonus på den begränsade utgåvan)

## Medverkande musiker
- Peter Dolving - sång
- Patrik Jensen - gitarr
- Anders Björler - gitarr
- Jonas Björler - bas
- Per Möller Jensen - trummor

## Övriga medverkande
- Tue Madsen - producent
- David Johansson - låtskrivare på titelspåret "Unseen"